# Ecnomus singkarakensis
Ecnomus singkarakensis är en nattsländeart som beskrevs av Georg Ulmer 1951. Ecnomus singkarakensis ingår i släktet Ecnomus och familjen trattnattsländor. Inga underarter finns listade i Catalogue of Life.